# Hadassah
Hadassah - Women's Zionist Organization of America är en amerikansk-judisk frivilligorganisation grundad 1912 av Henrietta Szold. Det är en av de största judiska organisationerna i USA med över 330000 medlemmar. Organisationen samlar in pengar till olika projekt i Israel. Ett av huvudmålen för insamlingarna är forskningssjukhuset Hadassah Medical Center i Jerusalem, vilket behandlar alla behövande oavsett etnicitet och religion.